# Rouvroy-les-Merles

Rouvroy-les-Merles este o comună în departamentul Oise, Franța. În 1 ianuarie 2022 avea o populație de 70 de locuitori.